# Gudrun Volkmar
Gudrun Volkmar (* 25. Juli 1942 in Weimar-Ehringsdorf; † 8. Februar 1991 ebenda) war eine deutsche Theaterschauspielerin und Hörspielsprecherin.

## Leben
Gudrun Volkmar wurde 1942 in Weimar-Ehringsdorf geboren. Zusammen mit ihren Eltern Georg (1884–1965) und Minna (1899–1975) wuchs sie mit ihrer Schwester Leonore (1924–2013) in einem Haus in Weimar-Ehringsdorf auf. Ihr Bruder Hans-Jörg (1921–1939) war bereits vor ihrer Geburt verstorben. Im Alter von 14 Jahren war sie Teil des „Dramatischen Zirkels“, einem Zusammenschluss von theaterinteressierten Jugendlichen. Mit 16 Jahren war Volkmar Komparsin in mehreren Stücken im Deutschen Nationaltheater in Weimar. Sie absolvierte 1960 an der Friedrich-Schiller-Oberschule in Weimar ihr Abitur. Anschließend führte sie ein halbjähriges Praktikum am Deutschen Nationaltheater in Weimar durch. Danach war sie einen Autounfall verwickelt und musste beruflich eine neunmonatige Pause einlegen. Volkmar studierte von 1961 bis 1963 an der Theaterhochschule Leipzig. Nach dem Studium spielte sie am Schauspielhaus Leipzig und den Kammerspielen in Leipzig kleinere Rollen in Theaterstücken von Shakespeare, Harald Hauser oder Carl Sternheim. In der Spielzeit 1965/66 erhielt sie eine Anstellung am Deutschen Nationaltheater Weimar, wo sie auch im Stadttheater Jena spielte. In Weimar arbeitete sie wie auch in den Folgejahren häufiger mit dem Regisseur Fritz Bennewitz zusammen.
Sie spielte unter anderem in den Stücken Der Sturm, Das Wintermärchen und Der Widerspenstigen Zähmung von Shakespeare, Der Kandidat von Carl Sternheim, Wassa Schelesnowa von Maxim Gorki, Faust von Goethe, Skandal in Chioggia von Carlo Goldoni, Der zerbrochne Krug von Heinrich von Kleist und Prinzessin mit dem goldenen Stern.
Erstmals im Fernsehen der DDR war Gudrun Volkmar am 21. Januar 1968 zu sehen. Dort spielte sie die Rolle des Gretchen in Goethes 1808 geschriebenem Faust I. Zur gleichen Zeit trat sie in Faust II auf. Dies wurde von 1968 bis 1973 im Rundfunk der DDR gesendet.
Gudrun Volkmar war auch als Hörspielsprecherin tätig, wie im Kriminalhörspiel Schwarze Scalare von Hans Siebe, das vom Rundfunk der DDR unter der Regie von Walter Niklaus produziert und 1970 erstmals im Programm von Radio DDR I gesendet wurde.
Im Jahr 1972 reiste Gudrun Volkmar mit dem Deutschen Nationaltheater nach Damaskus, wo das Stück Der zerbrochene Krug aufgeführt wurde. Ebenfalls 1972 spielte Volkmar im Stück Der kaukasische Kreidekreis von Bertolt Brecht. 1979 spielte sie im Stück Maria Stuart. 1986 spielte sie eine  Rolle in Alexander Galins Stück Zurück aufs Dach.
Am 8. Februar 1991 beging Gudrun Volkmar im Alter von 48 Jahren in ihrem Elternhaus in Weimar-Ehringsdorf Suizid. In den Folgetagen gab es Nachrufe und Danksagungen von Bühnenkollegen, ihrer älteren Schwester und dem Deutschen Nationaltheater.

## Auszeichnungen
1975 Kunstpreis der DDR